# Lista de bandeiras da Bósnia e Herzegovina

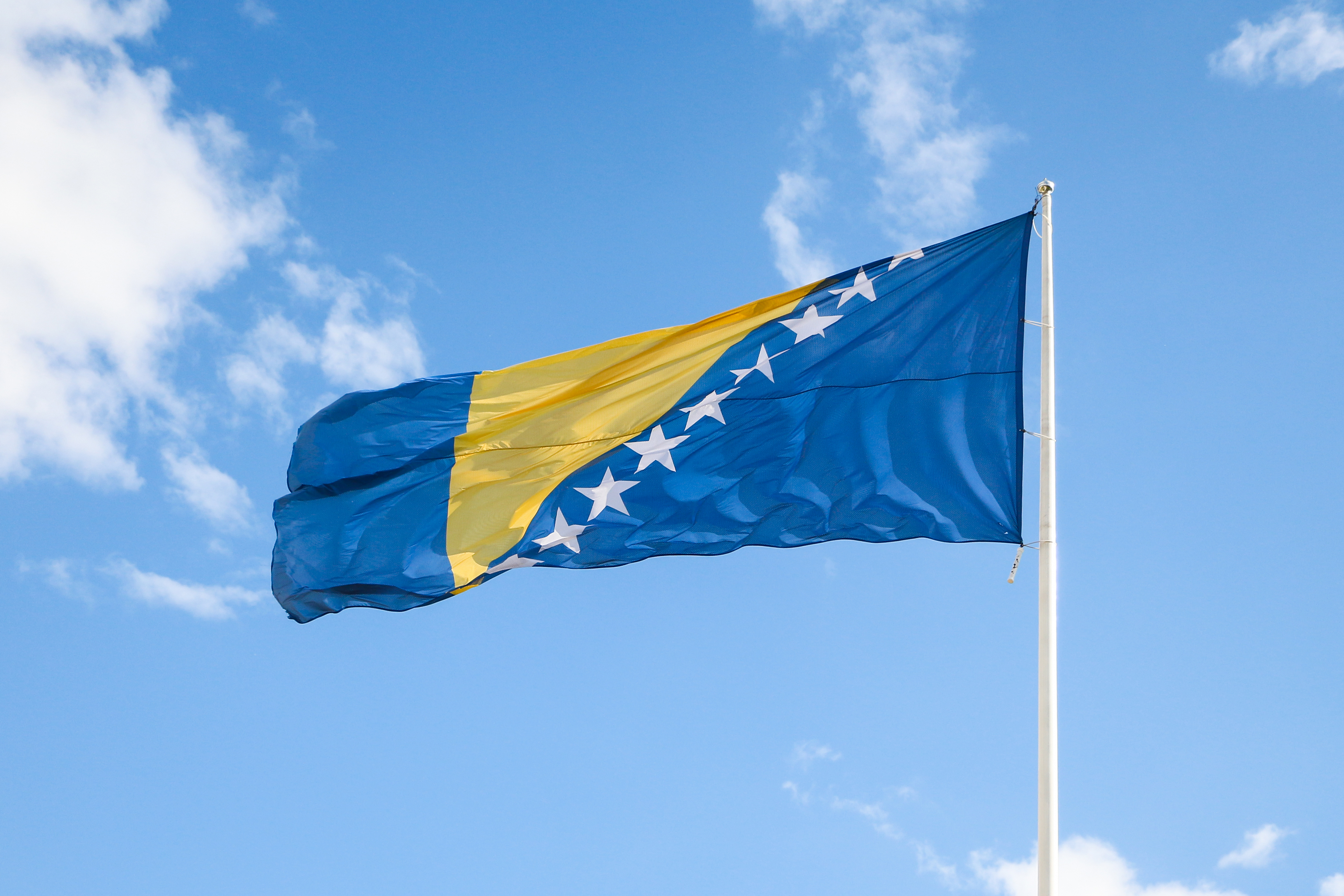
Bandeira da Bósnia e Herzegovina na Fortaleza Branca, Sarajevo.

Esta é uma lista de bandeiras usadas na Bósnia e Herzegovina. Para mais informações sobre a bandeira nacional, visite o artigo Bandeira da Bósnia e Herzegovina.

## Bandeira Nacional
| Bandeira | Data            | Uso                                         | Descrição |
| -------- | --------------- | ------------------------------------------- | --- |
|          | 1998 – presente | Bandeira da Bósnia e Herzegovina            | Um campo azul com uma larga faixa vertical azul média no lado da mosca com um triângulo isósceles amarelo confinando com a faixa e a borda superior da bandeira. |
|          | 1998 – presente | Bandeira da Bósnia e Herzegovina (vertical) | |

## Bandeiras Subnacionais
| Bandeira | Data            | Uso                                                  | Descrição |
| -------- | --------------- | ---------------------------------------------------- | --- |
|          | 1995–2007       | Antiga Bandeira da Federação da Bósnia e Herzegovina | Um tricolor vertical de vermelho (para os croatas da Bósnia), branco e verde (para os bósnios), com um brasão na larga faixa central na qual as armas verdes e a flor de lis dourada representam os bósnios, e o verificado proteger os croatas da Bósnia. O Tribunal Constitucional da Bósnia e Herzegovina votou contra o uso da atual bandeira da Federação, declarando-a inconstitucional. Em 31 de março de 2007, o Tribunal Constitucional publicou a sua decisão no "Diário Oficial da Bósnia e Herzegovina" removendo oficialmente a bandeira e o brasão de armas da Federação da Bósnia e Herzegovina. |
|          | 1995 – presente | Bandeira da República Srpska                         | Um tricolor horizontal de vermelho, azul e branco, muito semelhante à bandeira da Província de Misiones na Argentina, bandeira invertida da Rússia, ou à bandeira da Sérvia sem o brasão (com tons de cores ligeiramente diferentes). |

### Distritos
| Bandeira | Data            | Uso                           | Descrição                              |
| -------- | --------------- | ----------------------------- | -------------------------------------- |
|          | 1998 – presente | Bandeira do Distrito de Brčko | Usa a Bandeira da Bósnia e Herzegovina |

## Bandeiras Militares
| Bandeira | Data            | Uso                                                       | Descrição |
| -------- | --------------- | --------------------------------------------------------- | --- |
|          | 1992 – 1996     | Bandeira do Exército da República da Bósnia e Herzegovina | Esta bandeira do Exército da República da Bósnia e Herzegovina foi adotada em 1992.                                                   |
|          | 1992 – 1996     | Bandeira do Conselho de Defesa Croata                     | |
|          | 1992 – 1996     | Bandeira da Polícia da Herzeg-Bósnia                      | |
|          | 2004 – presente | Bandeira das Forças Armadas da Bósnia e Herzegovina       | Azul claro com a bandeira da Bósnia e Herzegovina no cantão e o emblema das Forças Armadas da Bósnia e Herzegovina na mosca inferior. |

## Cantões da Federação
| Bandeira | Data      | Uso                                              | Descrição |
| -------- | --------- | ------------------------------------------------ | --- |
|          | 1999 –    | Bandeira do Cantão de Una-Sana                   | |
|          | 2000 –    | Bandeira do Cantão de Posavina                   | |
|          | 1999 –    | Bandeira do Cantão de Tuzla                      | |
|          | 2000 –    | Bandeira do Cantão de Zenica-Doboj               | |
|          | 2001 –    | Bandeira do Cantão de Goražde da Bósnia-Podrinje | |
|          | 2003 –    | Bandeira do Cantão da Bósnia Central             | |
|          | 2004 –    | Bandeira do Cantão Herzegovina-Neretva           | |
|          | 1996–1998 | Bandeira do Cantão da Herzegovina Ocidental      | Considerado inconstitucional pelo Tribunal Constitucional da Federação em 1997 porque “representava apenas um grupo”. |
|          | 1999 –    | Bandeira do Cantão de Sarajevo                   | |
|          | 1996–1997 | Bandeira do Cantão 10                            | Considerado inconstitucional pelo Tribunal Constitucional da Federação em 1997 porque “representava apenas um grupo”. |

### Antigas bandeiras dos Cantões da Federação
| Bandeira | Data      | Uso                                   |
| -------- | --------- | ------------------------------------- |
|          | 1996–2000 | Antiga Bandeira do Cantão de Posavina |

## Bandeiras Políticas
| Bandeira | Data     | Partido                                              |
| -------- | -------- | ---------------------------------------------------- |
|          |          | Partido da Ação Democrática                          |
|          |          | Aliança dos Social-democratas Independentes          |
|          |          | Bandeira do Partido Patriótico da Bósnia-Herzegovina |
|          |          | Movimento Juvenil Democrático                        |
|          | até 1990 | Liga dos Comunistas da Bósnia e Herzegovina          |

## Bandeiras de Grupos Étnicos
| Bandeira | Data | Uso                            | Descrição |
| -------- | ---- | ------------------------------ | --- |
|          |      | Bandeira dos Bósnios (1)       | A principal bandeira nacional dos bósnios que foi usada de 1992 a 1995 como bandeira da República da Bósnia e Herzegovina. A república permaneceu composta por bósnios após o estabelecimento da Republika Srpska e da República da Herzeg-Bósnia. |
|          |      | Bandeira dos Bósnios (2)       | Outra bandeira que representa os bósnios, mas não é tão popular. Possui duas linhas verdes (simbolizando o Islã) com uma linha branca no meio. Na linha branca há uma lua crescente. (o principal símbolo do Islã)                                 |
|          |      | Bandeira dos Sérvios da Bósnia | A bandeira da etnia sérvia da Bósnia com o tricolor sérvio (vermelho, azul, branco). É também a bandeira da Republika Srpska e é a tradicional bandeira nacional sérvia.                                                                           |
|          |      | Bandeira dos croatas da Bósnia | A bandeira dos croatas étnicos da Bósnia. É semelhante à bandeira da Croácia, com diferença no emblema. Foi também a bandeira da República da Herzeg-Bósnia de 1992 a 1996                                                                         |

## Bandeiras Nacionais Históricas
| Bandeira | Data           | Uso | Descrição |
| -------- | -------------- | --- | --- |
|          | 1154-1377      | Bandeira do Banato da Bósnia. | Rabo de andorinha, um campo azul com uma cruz branca no centro. |
|          | 1377-1463      | Bandeira do Reino da Bósnia possivelmente adotada durante o reinado do rei Tvrtko I Kotromanić. | Cauda de andorinha, um campo azul com uma linha branca no centro, incluído com 6 lírios bósnios da dinastia Kotromanić. |
|          | 1448-1482      | Bandeira da Herzegovina | Um campo vermelho com 2 cruzes brancas descentralizadas em direção à talha e 3 sestiere em movimento. |
|          | 1618           | Estandarte usado para "Rama" na coroação de Fernando II como Rei da Hungria. | Cauda de andorinha, um campo azul com um escudo no centro. |
|          | Década de 1760 | Bandeira da Herzegovina Ocidental usada pelos proprietários bósnios nas zonas fronteiriças do sul e oeste da Herzegovina. A bandeira era mais comumente usada em guerras. Também acompanhou as tropas bósnias durante o segundo cerco de Hotin. | Cauda de andorinha; um campo verde com um crescente branco e uma estrela apontando para a talha. |
|          | 1878           | Bandeira da Bósnia. Em 1878, a Bósnia existiu brevemente como uma nação independente. | Muito semelhante à bandeira usada pela revolta de Husein Gradaščević de 1830: um campo verde com um crescente amarelo e uma estrela voltada para longe da talha, mas com um crescente mais curvo, como um símbolo típico da lua crescente islâmica. |
|          | 1878–1908      | Bandeira da província da Bósnia ocupada pelos austro-húngaros | Um bicolor horizontal vermelho e amarelo com um escudo. A Província da Herzegovina usou uma bandeira semelhante, mas com as cores invertidas (bicolor amarelo e vermelho).                                                                          |
|          | 1908           | Bandeira da Bósnia e Herzegovina após a anexação austro-húngara. | Um bicolor horizontal vermelho e amarelo. |
|          | 1878-1918      | Bandeira da Herzegovina, durante o domínio austro-húngaro na Bósnia e Herzegovina | |
|          | 1940-1946      | Bandeira dos Partidários da Bósnia-Herzegovina | |
|          | 1946–1992      | Bandeira da República Socialista da Bósnia e Herzegovina na Iugoslávia | Um campo vermelho (simbolizando os movimentos de libertação nacional) com a bandeira iugoslava no cantão. |
|          | 1993–1995      | Bandeira da Província Autônoma da Bósnia Ocidental | |
|          | 1995           | Bandeira da República da Bósnia Ocidental | |
|          | 1992–1998      | Bandeira da República da Bósnia e Herzegovina | Um campo branco com um escudo azul com seis lírios dourados da Bósnia no centro. Também foi e ainda é a principal bandeira nacional da Bósnia. |

## Bandeiras Propostas

### Propostas para aRepública Socialista da Bósnia e Herzegovina
| Bandeira | Data                  | Uso | Descrição |
| -------- | --------------------- | --- | --- |
|          | Proposto, nunca usado | Primeira proposta de bandeira para a República Socialista da Bósnia e Herzegovina, 15 de novembro de 1946. | Bandeira federal da Iugoslávia com uma estrela dourada adicional de cinco pontas imposta atrás da estrela vermelha existente, com seus raios posicionados de forma intercambiável. |
|          | Proposto, usada       | Segunda proposta de bandeira para a República Socialista da Bósnia e Herzegovina, 1947.                    | Variante da bandeira adotada em 31 de dezembro de 1946 com uma bandeira do cantão iugoslavo muito maior e uma margem.                                                              |

### Propostas antes doAcordo de Dayton
| Bandeira | Data                  | Uso                                     |
| -------- | --------------------- | --------------------------------------- |
|          | Proposto, nunca usado | Proposta Tricolor da Bósnia             |
|          | Proposto, nunca usado | Proposta de União Democrática da Bósnia |
|          | Proposto, nunca usado | Proposta dos Defensores de Sarajevo     |

#### Primeiro conjunto de propostas
| Bandeira | Data                  | Uso                                                     | Descrição |
| -------- | --------------------- | ------------------------------------------------------- | --- |
|          | Proposto, nunca usado | Primeira alternativa no primeiro conjunto de propostas. | Semelhante à bandeira da República Tcheca. Um bicolor horizontal verde e vermelho com um triângulo azul na talha. |
|          | Proposto, nunca usado | Segunda alternativa no primeiro conjunto de propostas.  | Semelhante à bandeira das Nações Unidas. Um campo azul claro com um ramo de trigo.                                |
|          | Proposto, nunca usado | Terceira alternativa no primeiro conjunto de propostas. | Um campo azul com o contorno do mapa da Bósnia e Herzegovina.                                                     |

#### Segundo conjunto de propostas
| Bandeira | Data                  | Uso                                                    | Descrição |
| -------- | --------------------- | ------------------------------------------------------ | --- |
|          | Proposto, nunca usado | Primeira alternativa no segundo conjunto de propostas. | Um tricolor diagonal vermelho, branco e azul com um mapa de silhueta da Bósnia e Herzegovina dentro de um círculo de 10 estrelas douradas de 5 pontas.           |
|          | Proposto, nunca usado | Segunda alternativa no segundo conjunto de propostas.  | Um tricolor diagonal vermelho, branco e azul com um mapa de silhueta da Bósnia e Herzegovina dentro de um círculo de 12 estrelas douradas de 5 pontas.           |
|          | Proposto, nunca usado | Terceira alternativa no segundo conjunto de propostas. | Um tricolor diagonal vermelho, branco e azul com um mapa de silhueta amarelo da Bósnia e Herzegovina delineado em verde dentro de dois ramos de oliveira verdes. |
|          | Proposto, nunca usado | Quarta alternativa do segundo conjunto de propostas.   | Um tricolor vermelho, branco e azul com um mapa de silhueta amarelo da Bósnia e Herzegovina delineado em verde dentro de dois ramos de oliveira verdes.          |

#### Terceiro conjunto de propostas
| Bandeira | Data                               | Uso                                                                                  | Descrição |
| -------- | ---------------------------------- | ------------------------------------------------------------------------------------ | --- |
|          | Proposto, usado brevemente em 1998 | Primeira alternativa no terceiro conjunto de propostas (as propostas de Westendorp). | Idêntica à bandeira nacional que foi adotada, mas com um campo azul claro que utiliza a bandeira das Nações Unidas.                                         |
|          | Proposto, nunca usado              | Segunda alternativa no terceiro conjunto de propostas (as propostas de Westendorp).  | Campo azul claro que utiliza a bandeira das Nações Unidas com três listras douradas e duas brancas, intercaladas de modo a formar um retângulo no centro.   |
|          | Proposto, nunca usado              | Terceira alternativa no terceiro conjunto de propostas (as propostas de Westendorp). | Campo azul claro que utiliza a bandeira das Nações Unidas com cinco listras douradas e cinco brancas, intercaladas de modo a formar um triângulo no centro. |